# Duccio Galimberti
Pour les articles homonymes, voir Galimberti.
Duccio Galimberti né Tancredi Achille Giuseppe Olimpio Galimberti, dit  Duccio (né à Coni le 30 avril 1906 et mort dans la même ville le 3 décembre 1944) est un avocat et un résistant italien pendant la Seconde Guerre mondiale. 
Figure la plus importante de la Résistance dans le Piémont, il est titulaire de la Médaille d'or à la valeur militaire,  Médaille d'or de la Résistance et proclamé «  Héros national » par le CLN piémontais.

## Biographie
Duccio Galimberti (Tancredi, Achille, Giuseppe, Olimpio Galimberti) est le fils de l'homme politique Tancredi Galimberti (it), député libéral de 1887 à 1913 et ministre de la Poste du gouvernement Zanardelli (1901-1903), puis sénateur fasciste et de Alice Schanzer, érudite et poétesse d'origine autrichienne fervente de littérature italienne et anglaise qui lui transmet son profond intérêt pour Giuseppe Mazzini. Duccio obtient une laurea de droit à l'université de Turin et exerce l'activité d'avocat tout en poursuivant des études inhérentes aux problèmes juridiques . Il est un avocat pénaliste de valeur dès sa jeunesse et malgré la position idéologique de son père il ne montre aucun enclin envers le fascisme. Lors de la  conscription militaire, il décide de prêter service comme simple soldat car pour fréquenter les cours d'élève officier il devait prendre la carte du parti fasciste.
Mazzinien convaincu, il organise la résistance italienne dans la région de Coni avec son ami Antonino Repaci regroupant les anti-fascistes de la région de Coni dans le Parti d'action fédérant autour de lui des personnes de convictions démocratiques et un groupe de jeunes, militant dans des organisations anti-fascistes  universitaires. En 1942, ils rédigent ensemble le premier projet de constitution européenne qui sera publié après guerre. Le 26 juillet 1943, à la suite de l'annonce de la destitution de Mussolini, Galimberti prend la parole publiquement - à Coni d'abord puis à Turin - pour inciter à la continuation de la guerre, contre le nazisme.  
« Sì, la guerra continua fino alla cacciata dell'ultimo tedesco, fino alla scomparsa delle ultime vestigia del regime fascista! »
— Duccio Galimberti, Discours du 26 juillet 1943

« Oui, la guerre continue jusqu'à l'expulsion du dernier Allemand, jusqu'à la disparition des derniers vestiges du régime fasciste ! »
— Discours du 26 juillet 1943
Ce discours lui vaut un mandat d'arrêt du Gouvernement Badoglio, ce mandat sera révoqué trois semaines plus tard.
Duccio Galimberti essaie en vain de convaincre le Commandement militaire italien de Coni de faire obstacle aux renforts de l'armée allemande qui traversent le col du Brenner vers la péninsule. Devant cet échec, le 8 septembre 1943,  le  Studio Galimberti à Coni devient le centre opératif de l'organisation de la lutte armée populaire. Le 11 septembre avec Dante Livio Bianco (it) et dix amis, il se rend dans la Vallée du Gesso et crée le premier noyau de l'organisation partisane  Italia Della Guerra (Italie de la guerre). 
Une organisation analogue est créée dans le Val Grana par Giorgio Bocca,  Benedetto Dalmastro (it) et d'autres amis de Duccio qui donneront lieu à la naissance des brigades Giustizia e Libertà. 
Duccio Galimberti s'occupe de l'organisation et du recrutement des partisans, validant leur « idéologie anti-fasciste » et implante son centre stratégique dans la frazione San Matteo dans le val Grana, attaquée sans succès le 13 janvier 1944 par les troupes allemandes.
En janvier 1944 Duccio Galimberti, blessé pendant une opération de « ratissage », est d'abord hospitalisé puis poursuit les soins dans un refuge des Langhe où il est nommé commandant de toutes les formations Giustizia e Libertà du Piémont et leur représentant au comité militaire régional. Dans ce cadre, le 22 mai 1944, il signe un pacte avec les maquisards français de Barcelonnette.
Il travaille à unifier et coordonner toutes les brigades de partisans du Val d'Aoste. 
Il se transfère à Turin où il se charge de la direction militaire régionale intégrant le Comando regionale dei Corpo volontari della libertà.
Le 28 novembre 1944 Duccio Galimberti est capturé  par les Allemands dans une boulangerie de Turin, lieu de contact des brigades partisanes. Des tentatives d'échanges de prisonniers restent infructueuse. Le 2 décembre, un groupe de fascistes de l'Ufficio politico de Coni le transportent dans la caserne des Brigate Nere de Coni où, torturé, il meurt.

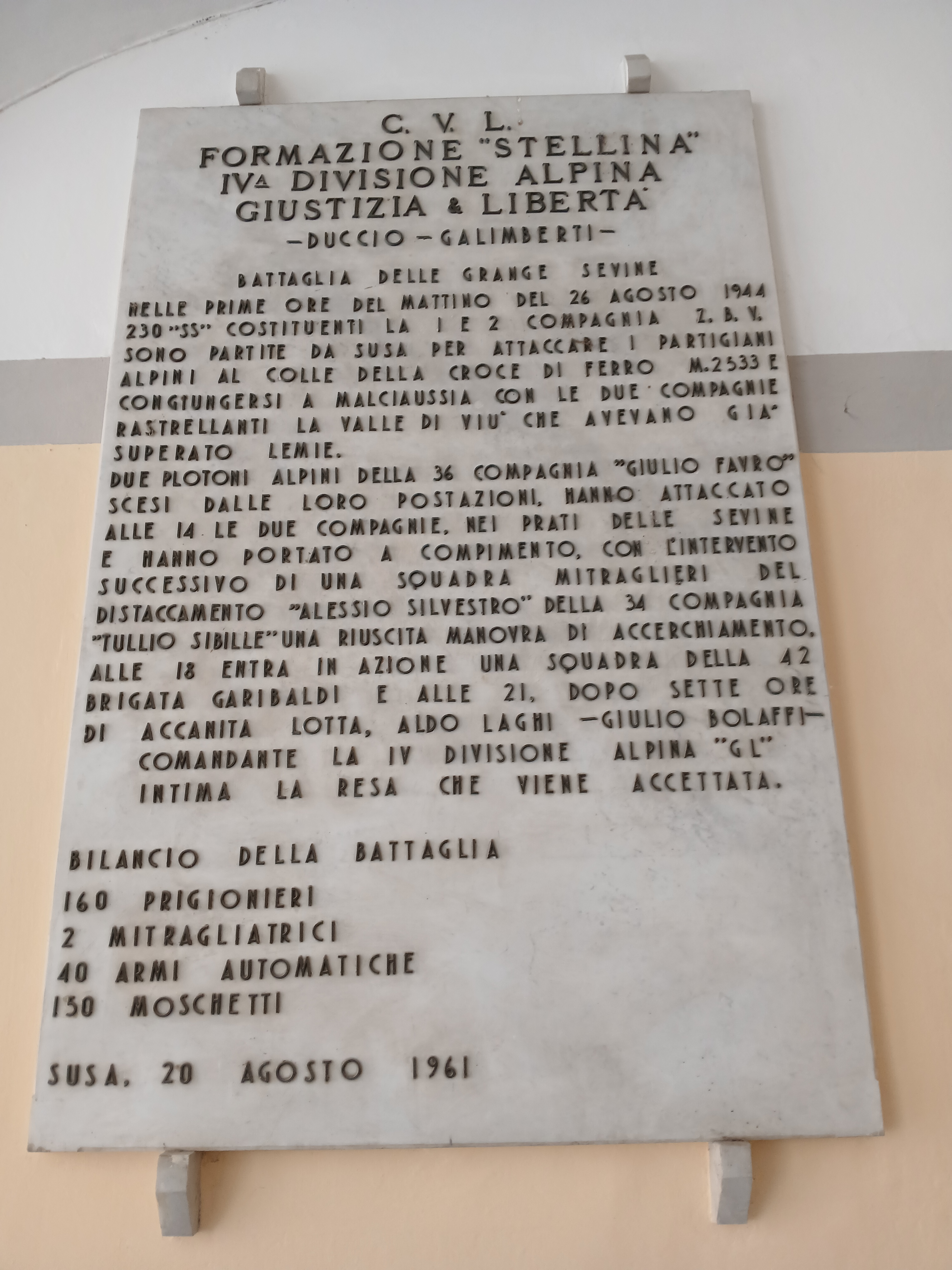
Plaque commémorative à Suse

Le matin du 3 décembre, la dépouille chargée sur un camion aurait été transportée à proximité de la frazione de Centallo et abandonnée à l'orée d'un champ après un simulacre d’exécution par arme à feu. En réaction, le 12 décembre, le commandement militaire des partisans du Piémont mène une action de représailles jugée par l'historien  Claudio Pavone « particulierement dure » .
« Passare per le armi 50 banditi delle brigate nere per vendicare la morte del comandante Tancredi Galimberti »
— Commandement militaire des partisans du Piémont
        
« Passer par les armes 50 bandits de la brigade noire  pour venger la mort du commandant Tancredi Galimberti. »

## Décorations
- Médaille de la valeur militaire (Italie), 1944[6].

## Musée de la maison Galimberti
Un musée lui est consacré à Coni. La maison et le studio qui appartenaient à la famille Galimberti sont maintenant un musée, à la suite du legs de son frère Carlo Enrico en 1974. Il présente des objets, des documents, des souvenirs de famille et contient en particulier une bibliothèque d'environ 20 000 volumes, magazines et des brochures, appartenant principalement au XIXe  et au début du  XXe siècle, de sujets juridiques, littéraires, scientifiques et artistiques, des œuvres d'art de peintres tels que Lorenzo Delleani, Giacomo Grosso, Matteo Olivero et des sculpteurs tels que Leonardo Bistolfi et Henri Godet.

## Timbre en mémoire
Un timbre a été édité à son effigie à l'occasion du centenaire de sa naissance.